# Žirovnica, Škocjan v Podjuni
Žirovnica (nemško Wasserhofen) je naselje v Občini Škocjan v Podjuni v Okraju Velikovec na Koroškem v Avstriji.